# Barbarella (film)
Barbarella är en fransk-italiensk-amerikansk film från 1968. Filmen, som är regisserad av Roger Vadim, baserades på Jean-Claude Forests vuxenserie Barbarella som lanserades 1962.

## Handling
Den ondskefulle vetenskapsmannen Durand Durand, har utvecklat ett fruktansvärt vapen som kan förstöra universum. Jordens president sänder efter Barbarella, spelad av Jane Fonda, för att hon skall lösa problemet. Hon reser iväg i sitt rymdskepp, som är klätt i ull, till Planet 16 där hon tillfångatas av ett gäng barn.

## Om filmen
Filmaffischerna med Jane Fonda mer eller (ofta) mindre påklädd bidrog till att göra henne känd.
Sedan lång tid har det funnits planer på en "remake" av Barbarella. Bland annat fanns planer på en nyinspelning 2009 med Rose McGowan i huvudrollen som Barbarella.
Filmens skurk Durand Durand har inspirerat till namnet på den kända rockgruppen Duran Duran.

## Rollista
- Jane Fonda - Barbarella
- John Phillip Law - Pygar
- Anita Pallenberg - The Great Tyrant
- Milo O'Shea - Concierge/Durand Durand
- Marcel Marceau - Professor Ping